# 1999-es Vuelta ciclista a España
Az 1999-es Vuelta a España volt az 54. spanyol körverseny. 1999. szeptember 4-e és szeptember 26-a között rendezték. A verseny össztávja 3576 km volt, és 21 szakaszból állt. Végső győztes a német Jan Ullrich lett.

## Végeredmény
|    | Versenyző                 | Csapat                | Idő          |
| -- | ------------------------- | --------------------- | ------------ |
| 1  | Jan Ullrich               | Team Deutsche Telekom | 89 óra 52.03 |
| 2  | Igor González de Galdeano | Vitalicio Seguros     | 4.15         |
| 3  | Roberto Heras             | Kelme-Costa Blanca    | 5.57         |
| 4  | Pavel Tonkov              | Mapei-Quick Step      | 7.53         |
| 5  | José Maria Jiménez        | Banesto               | 9.24         |
| 6  | José Luis Rubiera         | Kelme-Costa Blanca    | 10.13        |
| 7  | Manuel Beltrán            | Banesto               | 11.20        |
| 8  | Leonardo Piepoli          | Banesto               | 13.13        |
| 9  | Ivan Parra                | Vitalicio Seguros     | 16.20        |
| 10 | Santiago Blanco           | Vitalicio Seguros     | 18.15        |